# هوئه
هوئه شهرداری در مرکز ویتنام است. این شهر سابقاً مرکز یکی از مستعمره‌های سابق فرانسه به نام آنام بود که اکنون در کشور ویتنام قرار دارد. هوئه بین سال‌های ۱۸۰۲ تا ۱۹۴۵ مرکز فرمانروانی سلسله نگوین بود.

## خواهرخوانده بندر انزلی
شهرستان بندر انزلی در استان گیلان و شهر هوئه ویتنام خواهرخوانده یکدیگر اعلام شده‌اند.